# Lubeck (Virginia Occidental)
Lubeck es un lugar designado por el censo ubicado en el condado de Wood en el estado estadounidense de Virginia Occidental. En el Censo de 2010 tenía una población de 1311 habitantes y una densidad poblacional de 118,82 personas por km².

## Geografía
Lubeck se encuentra ubicado en las coordenadas 39°13′49″N 81°36′45″O / 39.23028, -81.61250. Según la Oficina del Censo de los Estados Unidos, Lubeck tiene una superficie total de 11.03 km², de la cual 11.02 km² corresponden a tierra firme y (0.09%) 0.01 km² es agua.

## Demografía
Según el censo de 2010, había 1311 personas residiendo en Lubeck. La densidad de población era de 118,82 hab./km². De los 1311 habitantes, Lubeck estaba compuesto por el 97.25% blancos, el 0% eran afroamericanos, el 0% eran amerindios, el 0.08% eran asiáticos, el 0% eran isleños del Pacífico, el 0.15% eran de otras razas y el 2.52% pertenecían a dos o más razas. Del total de la población el 0.15% eran hispanos o latinos de cualquier raza.